# イスマエル・ディアディエ・ハイダラ
イスマエル・ディアディエ・ハイダラ（Ismael Diadié Haidara、1957年3月 - ）は、マリ共和国のトンブクトゥ在住の歴史家、哲学者。また、トンブクトゥ市内にあるトンブクトゥ・アンダルシア図書館の館長も務めている。
彼は、15世紀ころにこの地方に住んでいた歴史家、モハムド・カティの子孫であり、彼の家には多くのトンブクトゥの歴史に関する古い書物が収められている。